# Marguerite Tiste
Marguerite Tiste (o Tist, Thist), (Jemappes, 16 de mayo de 1648 - Mons, 27 de junio de 1671) es una de las últimas personas condenadas a muerte en Mons por brujería, fue estrangulada y luego quemada. En 2014, los vecinos presentaron una solicitud de indulto aunque no llegó a prosperar.

## Biografía
Durante el juicio, fue difícil establecer la fecha de nacimiento de Marguerite Tiste. En su primera comparecencia, en 1671, afirmó tener 18 años. Más tarde se retractó, afirmando que sólo tenía 14 años «como le dijo su pastor». En el juicio, su madrina Marguerite Bertrand, conocida como «Gomar», esposa de Jean Le Bleu , alcalde de Jemappes, declaró que Marguerite tenía 16 años porque había nacido «aproximadamente un año antes de que Luis XIV tomara Saint-Ghislain».
Marguerite, de origen modesto, es hija de Charles Tiste. No recuerda a su madre Agnès Dufaux, que probablemente murió al dar a luz hacia mayo de 1653. Su hermana mayor, María, murió en 1667. Los otros niños murieron a una edad temprana. La niña, enferma fue maltratada por su padre “ que estaba borracho la mayor parte del tiempo y decía que el diablo se la llevaría".
Un día, Marguerite le dice a una de sus amigas que es una bruja. La amiga le aconseja que se ponga en contacto con el prior de Saint-Germain, un exorcista que había conocido antes.

### Fecha de nacimiento

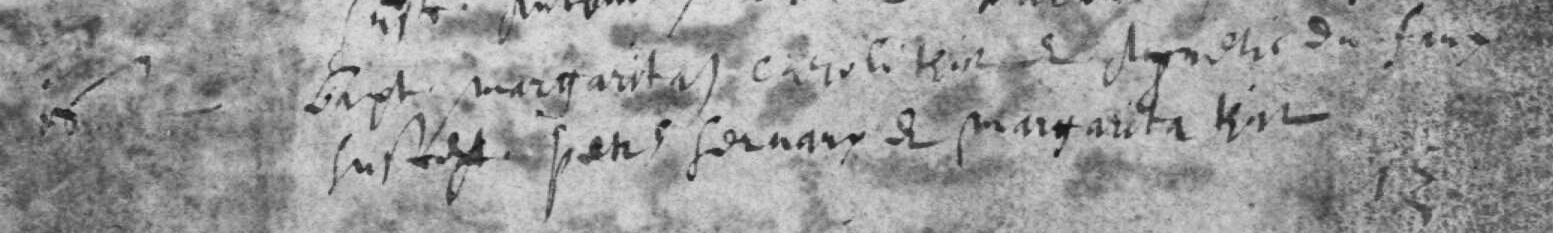
Acta de bautismo de Marguerite Tiste Bapt(isma) Margarita (filia) Caroli Thist y Agnetis de lo falso. Suscep(erunt) Petr(u)s Sernaux y Margarita Thist.
Bautismo: Marguerite, (hija de) Charles Thist y Agnès du Faux. Fueron padrino y madrina (literalmente : [el] celebrado [en la pila bautismal]) Pierre Sernaux y Marguerite Thist.

Se conserva la partida de bautismo de Marguerite Tiste. Fechada 16 de mayo de 1648, da fe de que tenía 22 años en el momento de su primera aparición y 23 años en el momento de su ejecución.

### Proceso
Marguerite Tiste compareció por primera vez ante sus jueces el 8 de mayo de 1671. El juicio por brujería tiene lugar en la Salle rouge del Ayuntamiento de Mons.Fue escuchada por segunda vez el 13 de mayo. El 17 de junio de 1671, los médicos forenses sobreseyeron el caso, declarando que «los maleficios pueden ser descubiertos por los exorcistas, que pueden responder de ellos mejor que ellos». Las deliberaciones tuvieron lugar el 22 de junio de 1671 y la sentencia se leyó el 27 de junio de 1671.
Incapaz de defenderse pero deseando escapar de la tortura, Marguerite confesó todo de lo que se le acusaba bajo un intenso interrogatorio. Explicó que un año antes de su muerte en 1667, su hermana mayor le propuso llevarla “a los bailes". Tras negarse en un principio, finalmente fue. "Según sus declaraciones, la joven debía estar alucinando, probablemente tísica o histérica. Confesó que una noche, mientras dormía, fue despertada por un hombre vestido de negro, que le ordenó que lo siguiera, la llevó por la ventana al aquelarre y satisfizo sobre ella sus pasiones brutales. Se hacía llamar Philippe. Este contacto se repetía con frecuencia, y cuando regresaba del aquelarre, es decir, cuando el sueño perdía su intensidad, el demonio no la dejaba sin profanarla nuevamente". Después de golpearla varias veces, este Philippe la marcó con un hierro al rojo vivo en el hombro izquierdo. Según la confesión de Marguerite, la herida tenía una profundidad de un pulgar.
Durante las deliberaciones,el  abogado Mercier declaró que “la prisionera que habiendo confesado haber estado en bailes, conducida y llevada por el aire, haberse entregado al diablo, en asociación carnal con él y haber hechizado a una mujer y a cuatro niños, debe ser tenida por bruja y merece perder la vida en la hoguera". Teniendo en cuenta su corta edad, sugiere "condenarla a muerte sangrando su pie en agua".
Los abogados Overdaet y Pléncq, el pensionnaire Lefebvre, el escribano Le Duc y el concejal Robert se mostraron partidarios de estrangularla y luego quemarla en la hoguera. consideró la posibilidad de alimentarla hasta que cumpliera 18 años pero, al enterarse de que esta medida de clemencia sólo podía concederse a un menor no culpable de fraude, se mostró de acuerdo con las opiniones anteriores. Dudando de la veracidad de su confesión, el escribano de Ysembart quiso que fuera interrogada, condenada a la hoguera si mantenía sus declaraciones y desterrada si se retractaba. El señor Brabant compartió inicialmente la opinión del escribano Pottier pero, coincidiendo con la del escribano de Ysembart, desea que se someta al interrogatorio. En cuanto al señor Dupuis, pidió un aplazamiento hasta el día siguiente para aclarar sus dudas.
Al final, todos estuvieron de acuerdo en condenar a Marguerite Tiste a perder la vida, haciéndola estrangular en un poste, y luego quemarla.

### Sentencia y ejecución
El 27 de junio de 1671, se leyó la sentencia a la condenada en presencia de los concejales Lemaire, Robert, Degage y Dupuis:

Margarita Tiste, aunque tu deber te obligaba a permanecer fiel a Dios, olvidaste sin embargo tanto que, persuadida por tu difunta hermana, te entregaste al demonio, cohabitaste carnalmente con él, permitiste que te marcara y te llevara a los bailes y, por sugerencia suya, hechizaste también a cuatro niños y a una mujer. Por lo cual los jueces de esta ciudad, habiendo investigado tu proceso criminal, y en él hallado que estabas afectada y convencida del crimen de hechicería, que es de la divina majestad, y habiéndolo visto en deliberación el consejo con sus asesores y otros defensores, te han condenado y sentenciado, en presencia de Monsieur Bailencour, preboste de esta ciudad y prebostazgo, a ser estrangulada y quemada hasta que sobrevenga la muerte.
Archives de l’État à Mons. Greffe échevinal de Mons. Siège du mardi – Procès n° 439

La sentencia se ejecuta el mismo día. Marguerite Tiste fue estrangulada y quemada en la plaza del mercado.

## Solicitud de rehabilitación
En 2014, un grupo de Montois envió una petición a las autoridades de su localidad pidiendo la rehabilitación de la joven. No se tomó ninguna medida sobre esta solicitud.